# Tik
Tik vzw was een Belgische vereniging voor Telecom- en Internetklanten. In oktober 2008 had ze 11.000 leden. Tik vzw werd gevormd door een aantal vrijwilligers, telecom- en internet gebruikers die zich verenigd hebben om elkaar te informeren en ook om alle wensen en klachten over hun internetverbinding over te maken aan hun provider. In januari 2024 werd het ondernemingsnummer van Tik vzw ambtshalve doorgehaald.

## Tik vzw
Op 31 januari 2004 werd Tik vzw opgericht door het toenmalige bestuur van PUB (Pandora User Base). De oprichting van een vzw liet verdere groei van de vereniging toe en zorgde voor meer rechtszekerheid voor de leden en medewerkers.
De structuur van de vzw werd speciaal zodanig op- en opengesteld dat een uitbreiding naar andere providers mogelijk was.
Door deze open structuur had Tik intussen STUG, acroniem voor Scarlet Telecom User Group en DUG, acroniem voor Dommel User Group die binnen de vzw waren geïntegreerd als een aparte entiteit, net zoals PUB een aparte entiteit binnen Tik vzw was.

## PUB
PUB, acroniem voor Pandora User Base, was de vereniging voor alle klanten die gebruikmaken van de internettoegang die in Vlaanderen en Brussels Hoofdstedelijk Gewest werd aangeboden door Telenet. PUB is ontstaan in september 2000 uit de ontevredenheid van een aantal klanten rond de toenmalige service die door Telenet steeds verder beperkt werd. Sindsdien is PUB verder gegroeid en door Telenet erkend als officiële gesprekspartner en vertegenwoordiger van de klantenbasis.
De naam Pandora User Base is gegroeid uit het vroegere internetaanbod van Telenet. Telenet had ervoor gekozen om zijn internetproduct aan te bieden via de providernaam Pandora. Deze naam is inmiddels zo goed als verdwenen, maar PUB werd een begrip.

## STUG
STUG is een acroniem voor de Scarlet Telecom User Group, de vereniging van Scarlet-klanten, en was een van de gebruikersgroeperingen van Tik vzw.
De vereniging werd eind 2006 geboren uit een zekere ontevredenheid van de klanten met het dienstenaanbod en de uitvoering van dat dienstenaanbod van Scarlet.
In plaats van een negatieve campagne tegen Scarlet te starten, heeft STUG ervoor gekozen om de dialoog aan te gaan met Scarlet en op een positieve en constructieve manier onze grieven en voorstellen naar de Scarlet-directie te stappen.

## DUG
DUG stond voor de Dommel User Group, de vereniging van Dommel-klanten, en was een van de gebruikersgroeperingen van Tik vzw. DUG werd circa 2008 opgestart door een aantal klanten die ontevreden waren met de gebrekkige dienstverlening.

## Samenwerking
Tik vzw werkte samen met ISPmonitor en ISOC Belgium.